# Kraguman
Kraguman is een bestuurslaag in het regentschap Klaten van de provincie Midden-Java, Indonesië. Kraguman telt 3174 inwoners (volkstelling 2010).